# Station Hlubočky-Mariánské Údolí
Železniční stanice Hlubočky-Mariánské Údolí (Nederlands: Station Hlubočky-Mariánské Údolí) is een station in de Tsjechische gemeente Hlubočky, in het dorp Mariánské Údolí. Het station ligt aan spoorlijn 310 (die van Olomouc, via Moravský Beroun, Bruntál en Krnov, naar Opava loopt). Het station is onder beheer van de SŽDC en wordt bediend door stoptreinen van de České dráhy. Naast het station Hlubočky-Mariánské Údolí liggen ook de stations Hlubočky zastávka, Hlubočky, Hrubá Voda zastávka, Hrubá Voda en Hrubá Voda-Smilov en in de gemeente Hlubočky.
Olomouc hlavní nádraží ↔ Bystrovany ↔ Velká Bystřice ↔ Velká Bystřice zastávka ↔ Hlubočky-Mariánské údolí ↔ Hlubočky zastávka ↔ Hlubočky ↔ Hrubá Voda zastávka ↔ Hrubá Voda ↔ Hrubá Voda-Smilov ↔ Jívová ↔ Domašov nad Bystřicí ↔ Moravský Beroun ↔ Dětřichov nad Bystřicí ↔ Lomnice u Rýmařova ↔ Valšov ↔ Bruntál ↔ Milotice nad Opavou ↔ Zátor ↔ Brantice ↔ Krnov ↔ Krnov-Cvilín ↔ Úvalno ↔ Skrochovice ↔ Holasovice ↔ Vávrovice ↔ Opava západ ↔ Opava východ